# Бушко
Бушко-Блато або Бушко-Єзеро — це накопичувальне озеро, розташоване на південному боці Ливанського Полья та на північному заході Томиславграда в Боснії та Герцеговині. Назва також посилається на територію, що оточує озеро, яка включає ряд сіл, з яких Присоє є найбільшим.

## Гідрографія
Озеро Бушко, як і вся вододільна система, є рукотворним, що утворюється стікаючими водами карстового водоносного шару польє Західної Герцеговини та Західної Боснії в центрі Боснії та Герцеговини Динарських Альп. Це майже виключно зникаючі річки, стікаючі води Ліванско Польє, Дуванско Польє і Купрешко Польє через систему понор і еставелів (карстові лійки), підземних рік та карстових весен.
Фактичне озеро піднесене на 716 м над рівнем моря, має площу 55,8 км² та загальним обсягом 782 млн м³. Третина території підпадає під юрисдикцію муніципалітету Ливно, тоді як решта дві третини належить муніципалітету Томиславград. Загальна площа Бушко робить його одним із найбільших накопичувальних озер у всій Європі.

## Природа та екологія
Озеро також має багатий та широкий асортимент риби, таких як короп, форель, мінноу-насе, прусський короп та головень.

## Гідроенергетика та зрошувальна система
Бушко-Блато (блато, що означає «грязь» або «болото» по-боснійськи) було по суті сільськогосподарськими угіддями до 1974 року, коли воно було перетворене на озеро (штучне водосховище). Система гідроелектростанцій була задумана головним чином для забезпечення електроенергією узбережжя Далмації та подальшого розвитку туризму.
Уряди Боснії та Герцеговини та Хорватії (республіки, що входили в Югославію на той час) спільно працювали над проектом із будівництва гідроелектростанції в Рудо (муніципалітет Оток в Хорватії) під назвою ГЕС Орловац, яка мала б потужність 237 МВт із середньою потужністю річний вихід 366 ГВт-год. Річка Бистриця є найбільшою і утворює озеро Липсько біля села Липа, яке є першим і меншим із двох штучних водосховищ в системі ГЕС Бушко — ГЕС Орловац, іншим є водосховище Бушко-Блато. У цій системі озеро Липсько є компенсаційним басейном і слугує для регулювання відтоку води в напрямку впускного об'єкта на пенстоку станції «Липа» біля підніжжя гори Камешниця, і через кордон у Хорватію, де розташована гідроелектростанція «Орловац». Озеро Липсько пов'язане з набагато більшим водосховищем Бушко-Блато, напір якого може підніматися над напором Липського озера на кілька метрів через зворотний канал «Липсько-Бушко», де зберігається надлишок води з Ливанського Полья та Бистриці, особливо у сезон повені та періоди великих опадів. Для передачі цих вод через греблю «Подградина», в селі Подградина, у водосховище Бушко-Блато, система використовує оборотну насосну станцію «Бушко-Блато», побудовану в точці, де канал досягає перешкоди.